# زبان گتا
زبان گتا (ଗ୍ତା ') یا دیدایی یک زبان موندایی است که توسط مردم دیدایی در هندوستان صحبت می‌شود.

## جمعیت‌شناسی
به گفته اندرسون (۲۰۰۸)، GTA ʼ که توسط کمتر از ۴۵۰۰ نفر در درجه اول در صحبت منطقه ملکنگیری، اوریسا و همچنین مناطق مجاور از منطقه Koraput. با این حال طبق سرشماری سال ۲۰۱۱، ۸۲۴۴ نفر از ۸٬۸۹۰ عضو قبیله خود را به عنوان زبان مادری «دیگری» ثبت کردند، به احتمال زیاد Gta 'زیرا سرشماری هند همه زبانها را با کمتر از ۱۰٬۰۰۰ سخنران در «دیگران» جمع می‌کند.
Ethnologue مکان‌های زیر را گزارش می‌کند.
- اوریسا (۴۷ روستا): بلوک Kudumulgumma و بلوک چیترکندا از منطقه Koraput و منطقه ملکنگیری، جنوب Bondo هیلز؛ برخی در بلوک خیرپوت
- منطقه گوداوری شرقی، آندرا پرادش

## طبقه‌بندی و گویش‌ها
زبان جی تی ʼ متعلق به زیرگروه جنوبی موندا از موندا شاخه ای از زبان خانواده Austroasiatic. در موندا جنوبی، جی تی ʼ به‌طور کلی در نظر گرفته می‌شود و اولین بار شاخه گره ای است که هم می‌گنجاند رمو و Gutob زبان، این زیرگروه جنوب موندا به Gutob – Remo – Gataq معروف است. از نظر آواشناسی و مورفولوژی در آن شاخه واگراست.
جی تی ای ʼ دو گونه اصلی، یعنی دشت جی تی ای ʼ هیل ʼ

## واج‌شناسی
Gta 'دارای ۵ واکه متعارف \ a, e، i, o، u \، و گاهی واکه ششم است \ æ \. به این موارد می‌توان چندین همتای بینی شده اضافه کرد: \ ã، õ، ũ \ و گاهی اوقات \ ĩ \. Gta 'صامت‌های زیر را دارد:
|            |           | دو لبی | آلوئول | Retroflex | قصر | ولار | گلوتال |
| ---------- | --------- | ------ | ------ | --------- | --- | ---- | ------ |
| متوقف کردن | بی صدا    | پ      | تی     | ʈ         | ج   | ک    | ʔ      |
| متوقف کردن | ابراز شده | ب      | [d]    | ɖ         | ɟ   | g    |        |
| تقلبی      | تقلبی     |        | s      |           |     |      | ساعت   |
| بینی       | بینی      | متر    | n      |           |     | ŋ    |        |
| تقریب      | تقریب     |        | من     |           |     |      |        |
| فلپ        | فلپ       |        | ɾ      | ɽ         |     |      |        |

## دستور زبان

### اسامی
اسامی در Gtaʔ به‌طور معمول دو شکل دارند، یکی به صورت کامل کامل و دیگری به صورت کوتاه محدود. این موارد دومی فقط زمانی اتفاق می‌افتد که اسم برای مقاصد مشتق شده با برخی دیگر از ساقه‌ها ترکیب شده باشد و از این رو "ترکیب اشکال" برچسب گذاری شوند. ترکیب اشکال با ساقه فعل را می‌توان مستقل از ساقه فعل تکرار کرد. آن اتفاق می‌افتد؟ حلقه با ساقه‌های اسم یا دست نخورده باقی می‌ماند یا در یکسان با ساقه‌های اصلی تغییر می‌کند. مثال‌هانوع 1: sur-cu برای سرخ شدن در روغن> sur-ca , sur-ci , sar-ca , s؟ r-cf , sar-cu. گگ بو؟ به سر بستنgag-ba؟، gig-bT؟، gag-bT؟، gTg-ba؟، gig-bo ؟."tur-t؟ a برای چرای گاو>tar-ti, t؟ r-ti, tar-t؟ a, t؟ rt؟ aنوع 2: kula-re kinsman>ka من a-re , k؟ من دوباره هستمگل شالیزار sari-ja>sara-ja, s؟ ri-j؟، si ri-ja. را-کو طاووس>بارا-کا، بیر؟ -ک؟، بیر؟ -کو.چوب بسیار انبه>ala-sa, l؟ -sf , ala-so , Mi-so.huQ-be خرس بچه>har؟ -ba, h؟ tj-b؟، harj-be, h؟ n-be.

### سازند اکو
قوانین تشکیلقانون شماره ۱ واژگان پژواک فقط با تغییر واکه‌های کلمه پایه شکل می‌گیرند.
قانون شماره ۲ واژه پژواک باید با کلمه اصلی متفاوت باشد. مصوت کلمات پایه یکپارچه به صورت / a / یا /} / در واژه پژواک منعکس می‌شود. برای کلمه پایه / u , e، o / مصوت / a / ترجیح داده می‌شود، در حالی که برای کلمه پایه / e / مصوت / I / ترجیح داده می‌شود.
قانون شماره ۳ مصوت‌های کلمات پایه ای غیر اصطلاحی در واژه پژواک به شرح زیر منعکس می‌شوند:
- آ. هر دو مصوت به صورت / a / یا /؟ / منعکس می‌شوند. یا
- ب فقط یکی از واکه‌های کلمه پایه به صورت / a / یا /] منعکس می‌شود در حالی که دیگری بدون تغییر منعکس می‌شود. یا
- ج مصوت اول (Vl) به / u / تغییر می‌کند در حالی که صدای دوم (V ^) به / a / تغییر می‌کند.

قانون شماره ۴ در مورد کلمات پایه سه هجی، یک، دو یا هر سه واکه (در هجاهای مجاور) به صورت / a / یا /} منعکس می‌شوند.
قانون شماره ۵ پژواک کلمات مرکب، صرف نظر از ساختار صوتی آنها، به شرح زیر مشتق شده‌است:
- آ. در مورد افعال مرکب که از دو ساقه فعل تشکیل شده‌اند، بسته به رابطه آنها با یکدیگر، یک یا هر دو ساقه تغییر می‌کنند.
- ب اشکال ترکیب اسمی که با ساقه فعل رخ می‌دهد به‌طور مستقل تغییر می‌کند. کسانی که به ساقه‌های اسم متصل می‌شوند فقط در تراز با ساقه اصلی تغییر می‌کنند.
- ج در ساختارهای کلامی که یک پیشوند را در خود جای داده‌اند، هر دو پیشوند و ساقه به عنوان یک واحد تغییر می‌کنند.[۴]

### دسته‌های فرم‌های اکو
1. اشکال A، نشان دهنده تنوع ناخالص؛
2. I-اشکال، نشان دهنده تنوع کم یا لطیف است؛
3. فرم‌های U / a، نشان دهنده تنوع متفاوت از یک دسته مرتبط است
4. اشکال تا حدی تغییر یافته، نشانگر تنوع پایین‌تر است: a-اشکال، نشان دهنده درشتی و؟ -شکلها، نشان دهنده حساسیت است.[۵]

## سیستم عددی
سیستم عددی Gta ' حداکثر ویروسی است.
| سیستم عددی Gta '                |                                     |
| ------------------------------- | ----------------------------------- |
| 1. muiŋ                         | 21. mũikuɽi muiŋ / ekustɔra         |
| 2. mbar                         | 22. mũikuɽi mbar                    |
| ۳. ɲji                          | 23. mũikuɽi ɲji                     |
| ۴ õ                             | 24. mũikuɽi hõ                      |
| 5. malʷe                        | 25. mũikuɽi malikliɡˀ               |
| ۶. تور                          | 26. mũikuɽi turukliɡˀ               |
| ۷. ɡul                          | 27. mũikuɽi gukliɡˀ                 |
| 8. tma / aʈʈa                   | 28. mũikuɽi tomakliɡˀ / mũikuɽi tma |
| 9. sontiŋ / nɔʈa                | 29. mũikuɽi sontiŋkliɡˀ             |
| ۱۰. ɡʷa / dɔsʈa                 | 30. mũikuɽi (a (20 + 10) / tirisʈa  |
| ۱۱. ɡʷamiŋ / eɡaʈa              | 40. mbarkuɽi (2 20 20) / calistɔra  |
| ۱۲. ɡombar / baroʈa             | 50. mbarkuɽi ɡʷa (20 + 10) / pɔcas  |
| ۱۳. ɡoɲji / teroʈa              | ۶۰. ɽjikuɽi (3 20 20) / saʈe        |
| ۱۴. ɡohõ / coudoʈa              | ۷۰. ɽjikuɽi /a / suturi             |
| 15. alomal / pɔndrɔʈa           | ۸۰. ōkuɽi (4 20 20)                 |
| ۱۶. ɡotur / solo:ʈa             | ۹۰. ōkuɽi a                         |
| ۱۷. ɡogu / sɔtroʈa              | 100. malkuɽi (5 20 20) / soetɔra    |
| ۱۸. ɡotma / aʈɾa                |                                     |
| ۱۹. ɡososiŋ / unisʈa            |                                     |
| ۲۰. ɡosolɡa / kuɽitɔra / kuɽeta |                                     |

## زبانهای همسایه
اکو شکل‌گیری Gtaʔ شباهت‌های شگفت‌انگیزی را با شکل‌گیری اکو در زبانهای همسایه موندا مانند Remo و Gorum و همچنین در گویش دسیای اوریایی که در منطقه Koraput Munda صحبت می‌شود، نشان می‌دهد. بارزترین ویژگی مشترک آنها با Gtaʔ این است که واژگان پژواک در هر سه این زبانها نیز فقط با تغییر واکه‌ها از کلمات پایه گرفته شده‌اند.